# 조선민주주의인민공화국 내각호위처
내각호위처(內閣護衛處) 또는 내각호위실(內閣護衛室), 내각경호처(內閣警護處), 내각경호실(內閣警護室)은 조선민주주의인민공화국의 내각 중앙 행정 기관으로 내각의 경비 및 내각 수상, 국가 주석의 경호와 관저 안전, 경비를 담당한다. 1948년 9월 2일 설립되었으며, 국무위원은 아니나 기관장은 부총리급 정무직 공무원으로 보한다.
주석 관저, 부주석 관저, 총리 관저, 부총리 관저, 최고인민회의 의장 관저, 부의장 관저, 최고인민회의 상임위원장 관저, 최고인민회의 상임위원회 부위원장 관저 등에 파견되어 근무한다. 민족보위성, 국가검열성, 민족보위안전부와 인사 교류를 한다.

## 연혁
- 1948년 9월 2일 내각호위처 신설
- 1972년 12월 주석, 부주석제 신설과 관저 신설로, 주석 경호실, 부주석 경호실을 설치

## 역대 실,처장 및 부실,부처장

### 역대 실,처장
- 김학인(金學仁)

### 역대 부실,부처장
- 리승엽 1948년 9월 2일 ~ 1952년 2월 29일, 실장, 사법상 겸직

## 조직

### 실장, 처장
- 감사관
- 기획관리실
- 내각종합상황실
- 행정본부
- 경호교육원

### 부실장, 부처장
- 감사관
- 기획2실
- 경호부
- 경비부
- 안전부

### 과거 내각호위처의 조직
- 감사관
- 감사관실
- 경무본부
  - 경무1국
  - 경무2국
  - 경무3국
  - 경무4국
  - 경무5국

## 산하 기관
- 총리 경호실
- 부총리 경호실
- 국가주석 경호실(1972년 12월 신설)
- 부주석 경호실(1972년 12월 신설)

## 같이 보기
- 내각호위처장
- 국가검열성
- 국가보위안전부
- 인민무력부
- 통위선전부
- 대한민국 대통령경호실